# Vanessa-Mae
Vanessa-Mae Vanakorn Nicholsonová, uměleckým jménem Vanessa-Mae (tradičně 陳美, pchin-jin Chén Mei, český přepis Čchen-mej; * 27. října 1978 Singapur), je britsko-singapurská houslistka, která ve své hře prolíná pop music a klasickou hudbu. Jako alpská lyžařka se kvalifikovala na Zimní olympijské hry 2014, kde v obřím slalomu reprezentovala Thajsko, zemi otcova původu.

## Dětství
Vanessa-Mae se narodila v Singapuru thajskému otci Varaprongovi Vanakornovi a čínské matce Pamele Tan. Poté, co se její rodiče rozvedli, si její matka vzala Angličana Grahama Nicholsona. Rodina se odstěhovala do Anglie, když byly Vanesse-Mae čtyři roky. Vyrostla v Londýně a má britské občanství.

## Hudební kariéra
Vanessa-Mae začala ve třech letech na piano a v pěti letech na housle.
V dětství byla díky pravidelnému vystupování v televizi v pořadech s klasickou muzikou docela známá ve Spojeném království. Podle Guinnessovy knihy rekordů je nejmladším zaznamenaným sólistou hrajícím Beethovenovy a Čajkovského houslové koncerty, což dokázala ve věku třinácti let. Během této doby navštěvovala Francis Holland School v centrálním Londýně.
Vanessa-Mae mezinárodně debutovala na Schleswig-Holstein Musik Festival v Německu v roce 1988, a také v roce 1988 měla svůj první koncert s Filharmonickým orchestrem v Londýně. Do celosvětového povědomí však vstoupila až v roce 2001 díky svému hitu Destiny.
V dubnu 2006 byla Vanessa-Mae plátkem Sunday Times Rich List označena za nejbohatší osobnost v zábavním průmyslu ve Velké Británii ve věkové kategorii do 30 let s odhadovaným bohatstvím okolo 64 milionů dolarů pocházejících z koncertů a z asi 10 milionů prodaných desek.

### Housle
Vanessa-Mae nejčastěji používá dva typy houslí — akustické housle Guadagnini nebo elektrické housle Zeta Jazz. Guadagnini byly vyrobeny v roce 1761 a zakoupeny jejími rodiči v aukci za 150 000 liber. V lednu 1995 jí byly sice ukradeny, ale policie je nalezla o dva měsíce později. Později spadla a rozbila je, ale byly opraveny. Používá také dvoje elektrické housle Zeta Jazz, jedny z nich jsou bílé a na druhých je obtisklá vlajka Spojených států amerických. Do roku 2001 používala stříbrné elektrické housle Zeta Jazz.
Občas kupuje housle, později je prodává a výdělek věnuje charitě.

## Sportovní kariéra

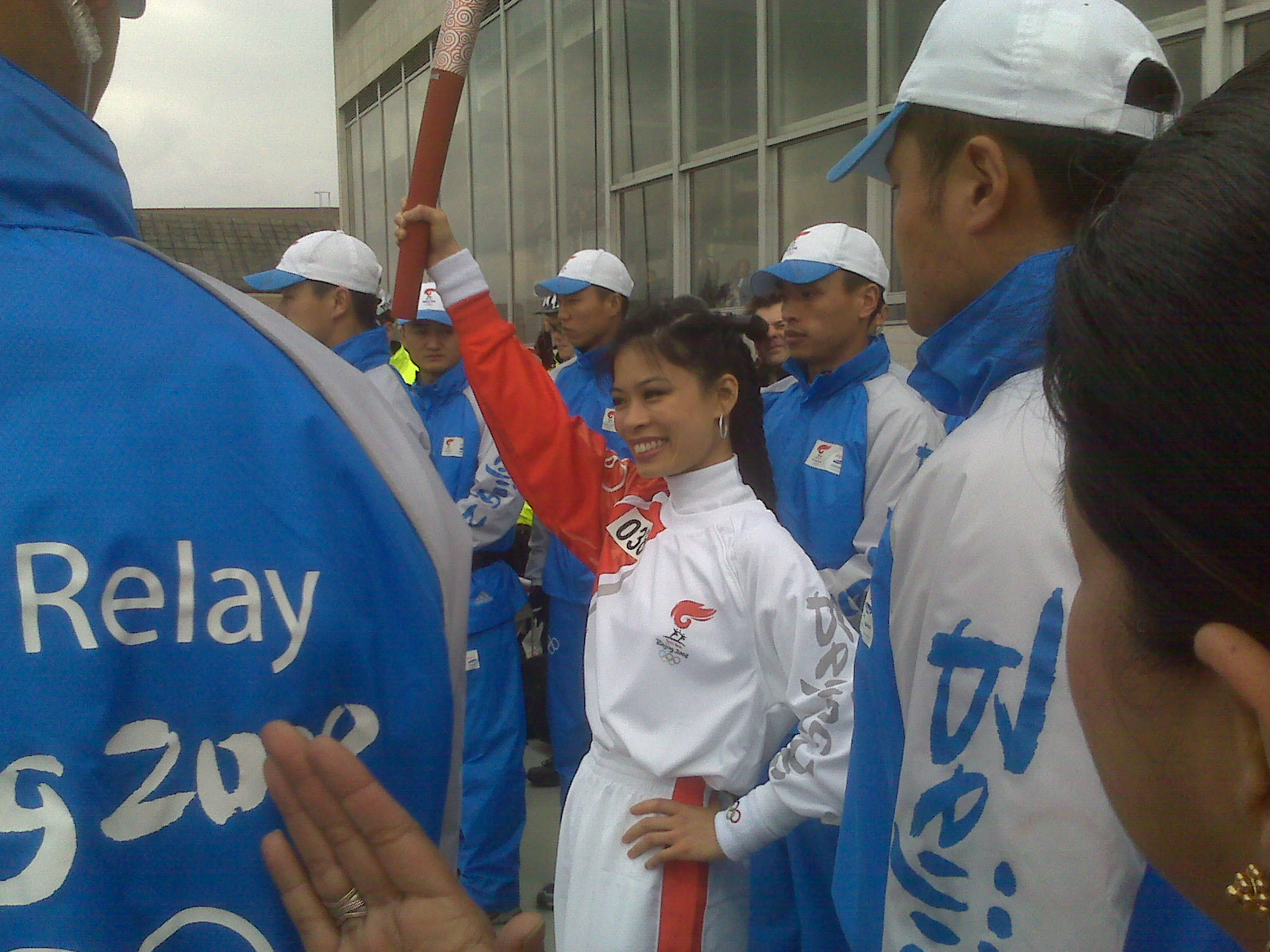
Vanessa-Mae s olympijskou pochodní před Southbank Centre v Londýně, duben 2008

Kromě hudby se věnuje alpskému lyžování. Závodí pod jménem Vanessa Vanakornová. V létě roku 2010 oznámila záměr kvalifikovat se jako reprezentantka Thajska na Zimní olympijské hry 2014 do Soči. Pokoušela se o to již v roce 2002. Tehdy ovšem thajská vláda požadovala, aby se vzdala britského občanství, pokud chce získat thajské.
V lednu 2014 splnila kvalifikační kritéria pro nadcházející sočskou olympiádu, kde se stala součástí thajské výpravy. V obřím slalomu dojela na posledním 67. místě (z 88 závodnic) se ztrátou padesáti sekund na vítěznou Slovinku Tinu Mazeovou. V červenci se v tisku objevily informace, podle kterých splnila kvalifikační kritéria díky podvodu, o kterém však sama nemusela vědět. Zfalšovány měly být výsledky kvalifikačních závodů ve Slovinsku. Čtyři údajní viníci byli suspendováni. V listopadu oznámila Světová lyžařská federace FIS, že Vanessa Mae podváděla při kvalifikačních závodech a vyloučila ji na čtyři roky ze závodů. Tento rozsudek byl odvolán a FIS se Mae oficiálně omluvil s tím, že nedošlo k porušení žádných regulí.

## Diskografie

### Alba
- Violin (1990)
- Kids' Classics (1990/1901)
- Tchaikovsky & Beethoven Violin Concertos (Vanessa Mae) (1991/1992)
- The Violin Player (1995)
- The Alternative Record from Vanessa-Mae (1996)
- The Classical Album 1 (12. listopadu 1996)
- China Girl: The Classical Album 2 (9. září 1997)
- Storm (Velká Británie: 27. října 1997; USA: 14. července 1998)
- The Original Four Seasons and the Devil's Trill Sonata: The Classical Album 3 (16. února 1999)
- The Classical Collection: Part 1 (2000)
- Subject to Change (17. července 2001)
- The Best of Vanessa-Mae (5. listopadu 2002)
- Xpectation (Jazzová spolupráce s Princem) (2003)
- The Ultimate (23. prosince 2003)
- Choreography (2004)
- Platinum Collection (2007)

### Speciální edice
- The Violin Player: Japanese Release (1995)
- The Classical Album 1: Silver Limited Edition (1. ledna 1997)
- Storm: Asian Special Edition (1. ledna 1997)
- The Original Four Seasons and the Devil's Trill Sonata: Asian Special Edition (1. února 1999)
- Subject to Change: Asian Special Edition (1. července 2001)
- The Ultimate: Dutch Limited Edition (leden 2004)

### Singly
- "Toccata & Fugue" (1995)
- "Toccata & Fugue — The Mixes" (1995)
- "Red Hot" (1995)
- "Classical Gas" (1995)
- "I'm a-Doun for Lack O' Johnnie" (1996)
- "Happy Valley" (1997)
- "I Feel Love Part 1" (1997)
- "I Feel Love Part 2" (1997)
- "The Devil's Trill & Reflection" (1998)
- "Destiny" (2001)
- "White Bird" (2001)

## Filmografie
- The Violin Fantasy (1998)
- Arabian Nights (2000)
- The Making of Me (2008)